# 砂南鰍
砂南鰍（學名：Schistura savona）為輻鰭魚綱鯉形目條鰍科南鰍屬的其中一種。分布於亞洲喜馬拉雅山東方從大吉嶺的蒂斯塔河經過尼泊爾到卡爾納利河與在印度北方邦的卡力河及孟加拉淡水流域，體長可達4公分，棲息在水流快速、礫石底質的河川底層水域，生活習性不明。

## 扩展阅读
維基物種上的相關：砂南鰍